# Панчук Федір Васильович
Федір Васильович Панчук (нар. 3 травня 1954, с. Свердлівка, нині Пеньківка, Липовецький район, Вінницька обл.) — український художник та письменник. Заслужений діяч мистецтв України (1998).

## Біографія
Народився 3 травня 1954 року в селі Пеньківка, Липовецького району на Вінниччині.
У 1979 році закінчив філологічний факультет Вінницький педагогічний інститут. Працював вчителем Новоприлуцької восьмирічної школи, зокрема своїм вихованцям присвятив повість «Педагогічна проба», що увійшла до збірки «Відлуння». Також закінчив факультет живопису у Московському заочному народному університеті мистецтв.
З 1981 року працює заввідділом образотворчого мистецтва в ОНМЦ. У 1991 році обраний головою Вінницького осередку Національної спілки майстрів народного мистецтва України.
Успішно працює в жанрі сучасного народного живопису, експериментуючи з кольором як в авангардних, так і в наївних полотнах. Він винайшов оригінальну техніку фактури, що дістала продовження у розвитку української національной образотворчості. В ранній творчості йому притаманний поетичний символізм. Твори Федора Панчука  «Вовки», «Заготівля дров», «Проводи» закуплені Київським національним художнім музеєм. Є чимало його картин в галереях і приватних колекціях-збірках Ватикану, США, Туреччини, Німеччини, Ізраїлю. Учасник понад сотні міжнародних, загальнодержавних, регіональних виставок, нагороджений золотою медаллю Московського оргкомітету за картину «Сіно везуть» (1982 р.). Влаштовував персональні імпрези у Франції у кафедральному соборі української громади в Парижі (1990 р.), США (1993 р.), Німеччині (1994 р.), Туреччині (1995 р.), мав виставки у Києві: в Українському домі, галереї «Славутич», Будинку архітекторів, галереї Києво-Могилянської академії. Великий продвижник і пропагандист народного і образотворчого мистецтва Вінниччини, дослідник і мистецтвознавець, входить до складу Великої Ради майстрів народного мистецтва України. Заслужений діяч мистецтв України.
Працював директором музею-садиби Михайла Коцюбинського у Вінниці (призначений у 1999 році). Автор багатьох літературно-мистецьких проектів, які успішно реалізувалися на садибі музею М. Коцюбинського.
У 2006 році відкрив власну картинну галерею в школі села Козинці, де навчався, яка розташована у будівлі колишнього маєтку Раковських.
З 2007 року — член Національної спілки журналістів України.
У 2020 році вийшла його перша книга «Народні обереги». У тому ж році видано книги новел і оповідань «Блуд», «Як політ метелика». У 2021 році вийшли з друку роман «Крізь терни» та книга новел і оповідань «Відлуння».
Автор близько двохсот публікацій у журналах «Народне мистецтво», «Світлиця», «Народна творчість та етнографія» та інших періодичних виданнях України.

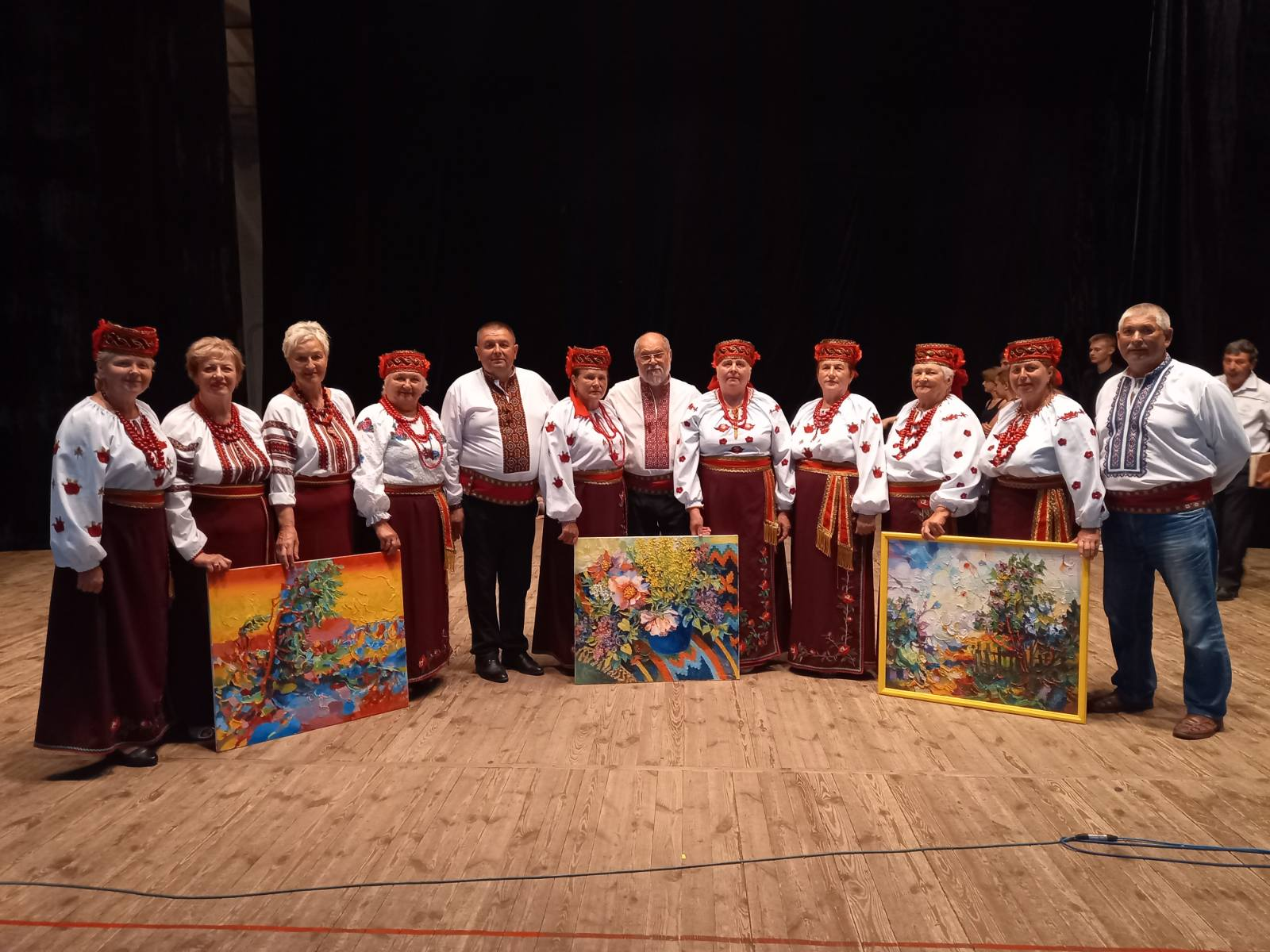
Роботи Федора Панчука на ІІІ Міжнародному фестивалі народної творчості "Розквітни, Новосілко, рідний краю!"
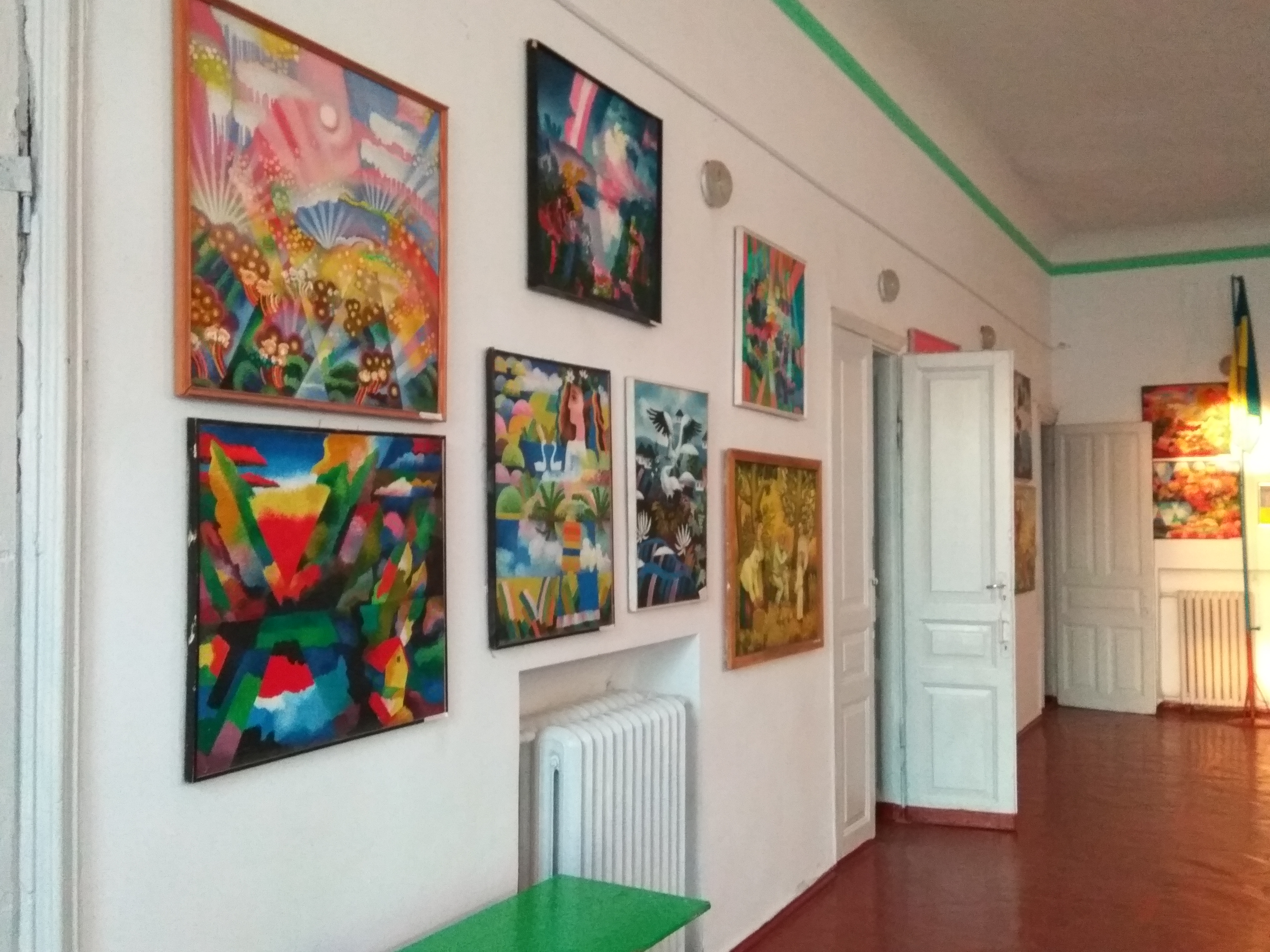
Галерея у школі села Козинці